# Шон Лестер
Шон Лестер (англ. Seán Lester; 28 вересня 1888, Каррікфергус, Антрім, Ірландія — 13 червня 1959, Голуей, Ірландія) — ірландський дипломат і останній Генеральний секретар Ліги Націй.

## Біографія
Народився 28 вересня 1988 в ірландському графстві Антрім в сім'ї бакалійника-протестанта. Попри те, що місто Каррікфергус, де він народився і виріс, був переважно юніоністським, в молодості він приєднався до гельської ліги. Потім Лестер вступив в Ірландське Республіканське Братство. Він працював журналістом для «North Down Herald», а також інших газет. Переїхавши в Дублін, Лестер почав працювати в «Freeman's journal». У 1919 році став редактором новин цієї газети.
Після Війни за незалежність Лестер увійшов до складу нового уряду Ірландської Вільної держави. У 1920 році він одружився з Елізабет Рут Тіррелл, яка народила від нього трьох дочок.

## Дипломатична кар'єра
У 1929 році Міністерством закордонних справ Ірландії Лестер був направлений в Женеву як постійний представник Ірландії в Лізі Націй. Він часто представляв Ірландію на засіданнях Ради Ліги Націй замість міністра закордонних справ. Лестер брав активну участь у діяльності Ліги. Коли Перу та Колумбія сперечалися щодо міста в верхів'ях річки Амазонки, Лестер очолив комітет, який знайшов справедливе рішення з цього питання. Він також керував роботою цього комітету, коли Болівія та Парагвай почали війну за володіння областю Гран-Чако.
У 1933 році Лестер був відправлений у Данциг (Гданськ) як Верховний комісар Ліги Націй. Вільне місто Данциг був ареною нової міжнародної кризи у відносинах між нацистською Німеччиною і міжнародним співтовариством з питання польського коридору і відносин Польщі з Третім рейхом. Протягом цього періоду Лестер неодноразово протестував проти переслідувань і дискримінації євреїв.
Лестер повернувся в Женеву в 1937 році і став заступником Генерального секретаря Ліги Націй. У 1940 році його обирають Генеральним секретарем Ліги. Лестер залишався в Женеві протягом всієї війни. В 1946 році він очолив ліквідацію Ліги Націй.
З 1946 року пішов у відставку і оселився в графстві Голуей на заході Ірландії, де і помер у 1959 році. В некролозі в газеті «The Times» Лестера назвали «міжнародним посередником і другом біженців».